# Fuerte de Camellos
El Fuerte de Camellos es uno de los denominados fuertes exteriores de la ciudad española de Melilla, se encuentra ubicado en el cerro de camellos y está catalogado como bien de interés cultural,

## Historia
Comenzó a construirse el 10 de agosto de 1883 y finalizó en 1884, y fue ampliado en 1903 con dos explanadas para cañón y garita para telégrafos.

## Descripción
Es de planta redonda, con un patio interior en el que se dispone la escalera y un anillo de salas y cuneta con sótano, planta baja y una batería.